# Cabana del Castellar
La Cabana del Castellar és una cabana de muntanya de la parròquia d'Ordino (Andorra) a 1.867 m d'altitud i situada al marge esquerre del riu de Tristaina, en el camí a la Coma de Varilles i poc abans d'arribar a l'estació d'esquí d'Ordino-Arcalís.